# Julio Valentín González
Julio Valentín Ferreira González (né le 26 août 1981 à Asuncion au Paraguay) est un joueur de football international paraguayen, qui évoluait au poste d'attaquant.

## Biographie

### Carrière en sélection
Avec l'équipe du Paraguay, il joue 5 matchs (pour un but inscrit) entre 2001 et 2004. 
Il figure dans le groupe des sélectionnés lors des Copa América de 2001 et de 2004. Il participe également aux Jeux olympiques de 2004, où il remporte la médaille d'argent. Il joue 4 matchs lors du tournoi olympique organisé en Grèce.
Il joue enfin la Coupe du monde des moins de 20 ans 2001.

## Palmarès
Paraguay olympique
- Jeux olympiques :
  -  Argent : 2004.